# Индия на зимних Олимпийских играх 1964
Индия принимала участие в Зимних Олимпийских играх 1964 года в Инсбруке (Австрия) в первый раз за свою историю, но не завоевала ни одной медали.
Единственным представителем Индии был горнолыжник Иеремия Буяковский, участвовавший в соревнованиях по скоростному спуску, но не закончивший дистанцию.